# Skalka (metropolitana di Praga)
Skalka è una stazione della linea A della metropolitana di Praga.

## Storia
La stazione è stata attivata il 4 luglio 1990, come parte del prolungamento della linea A tra Strašnická e questa stazione, che fu il capolinea orientale della linea fino alla successiva estensione della linea, avvenuta nel 2006.

## Strutture e impianti
La stazione è sotterranea ed è dotata di 2 binari, serviti da una banchina centrale.

## Servizi
La stazione è dotata di ascensori per le persone a mobilità ridotta.
- Biglietteria
- Servizi igienici

## Interscambi
- Fermata autobus (linee 101, 111, 125, 138, 329, 175, 177 e 195)[2]